# Kielsgaard
Kielsgaard (dänisch Kilsgårde) ist ein Ortsteil der Gemeinde Hürup, bei dem sich ursprünglich die namensgebende Burganlage Kielsgaard befand.

## Lage
Der Ort Kielsgaard liegt am südlichen Rand des Ortes Hürup. Gerade einmal 100 Meter unbebauter Fläche liegen zwischen den beiden Orten. Ungefähr ein Kilometer südwestlich bzw. südlich von Kielsgaard entfernt liegen Kleinsolt und Kleinsoltholz. Der Hüruper Bach, der das Kielsgaarder Gebiet durchkreuzt, mündet weiter südlich, zwischen Kleinsoltholz und Kleinsolt, in die Kielstau. 600 Meter südwestlich vom Ort liegt, 50 Meter vom Nordufer des Flusses Kielstau entfernt, der abgelegene Burgplatz des ehemaligen Freihofes Kielsgaard (Lage).
Der Ort Kielsgaard liegt niedriger als Hürup. Der niedriger liegende Boden besteht aus gutem Ackerboden. Eine Busverbindung verbindet den Ort Kielsgaard mit den Dörfern Freienwill, Hürup, Maasbüll und Husby sowie der Stadt Flensburg.

## Hintergrund
Der Ortsname fand erstmals im Jahre 1352 seine Erwähnung und geht auf den Freihof Kielsgaard zurück, welcher sich beim Ort Kielsgaard befand. Der Burgname setzt sich aus den Wortbestandteilen „Kiels“ und „Gaard“ zusammen. Der genaue Hintergrund zum Wortbestandteil „Kiels“ ist nicht gesichert. In 9,5 Kilometer nordöstlicher Entfernung, existiert der zu Flensburg gehörige, ähnlich benannte Ort Kielseng. Der durch den Ort Kielsgaard fließende Hüruper Bach, mündet südwestlich des Ortes, in einer Entfernung von einem Kilometer, im Fluss „Kielstau“ (dänisch Kilså). Das niederdeutsche Wort „Kiel“, dänisch: kile, bezeichnet in der Region eine „keilförmige“ Geländeformation. Möglicherweise beschreibt das Wort im Falle des Ortes Kielsgaard eine solche keilförmige Geländeformation am Fluss Kielstau. Der Namensbestandteil Ga(a)rd deutet in Angeln häufig auf einen Herrenhof hin.
Im 15. Jahrhundert gehörte das Freigut Kielsgaard dem Schleswiger Domkapitel. Um 1650 soll sich die Burganlage von Kielsgaard schon im Zerfallzustand befunden haben. Jahre später wurde der Hof parzelliert, zunächst in drei Hufe, später weiter aufgeteilt zu 5 Halbhufe und 2 Viertelhufe. Der Topograf Johannes von Schröder beschrieb Mitte des 19. Jahrhunderts den Burgplatz mit Worten: „Man zeigt noch den Platz wo das Hauptgebäude gestanden hat und Spuren seiner Keller.“ Das Burgareal wurde später gänzlich als Ackerland verwendet. Auf diesem Ackerland, das den Namen Große Lücke erhielt, wurden vor der Jahrhundertwende 1900 beim Pflügen noch große Ziegelsteine im Klosterformat beobachtet. 1963 erwähnte der Heimatforscher und Prähistoriker Jakob Röschmann eine Flurbegehung der Großen Lücke, bei der noch spärlich Ziegelbrocken beobachtet wurden.
Der Ort Kielsgaard wurde offensichtlich spätestens Mitte des 19. Jahrhunderts ein Ortsbestandteil der Gemeinde Hürup. Der Ort gehörte Mitte des 19. Jahrhunderts auch schon zum Kirchspiel Hürup. Des Weiteren gehörte der Ort damals auch noch zum Schuldistrikt Hürup. Auf der Landkarte der dänischen Landesaufnahme von 1857/1858 war der Ort mit seinen Gebäuden schon unter dem Namen Kilsgårde zu finden. Auf der Karte der Preußischen Landesaufnahme um 1879, auf welcher Husby und Umgebung dargestellt wurden, war der Ort mit seinen Gebäuden unter dem Namen Kielsgaard verzeichnet. 1961 lebten 56 und 1970 46 Menschen im Ort Kielsgaard.